# Oździutycze
Oździutycze (ukr. Озютичі, także Ozdziutycze) – wieś (dawniej miasteczko) na Ukrainie w obwodzie wołyńskim, w rejonie włodzimierskim. Liczy 428 mieszkańców.
Do 2020 w rejonie łokackim. 

## Historia
W II Rzeczypospolitej Oździutycze należały do wiejskiej gminy Kisielin w powiecie horochowskim w woj. wołyńskim i liczyły w 1921 roku 1015 mieszkańców, w większości Żydów.
Podczas okupacji niemieckiej Żydzi zostali eksterminowani. Już 26 czerwca 1941 roku 100 z nich rozstrzelano w zemście za śmierć niemieckiego lotnika. Pozostałych w 1942 roku przesiedlono do getta w Kisielinie (bądź w Turczynie) i tam zamordowano w sierpniu 1942 roku.
Podczas rzezi wołyńskiej w Oździutyczach zamordowano 16 Polaków, pozostali zdołali zbiec. We wsi znajdowała się silna baza UPA. 29 lutego 1944 trzy bataliony 27 Wołyńskiej Dywizji Piechoty AK podjęły próbę rozbicia bazy. Atak został odparty, zginęło 7 akowców. Baza UPA została rozbita 23 marca 1944 przez partyzantów sowieckich dowodzonych przez H. Kowalowa.
Po wojnie miasteczko weszło w struktury administracyjne Związku Radzieckiego.